# ウィリアム・ダーウィン

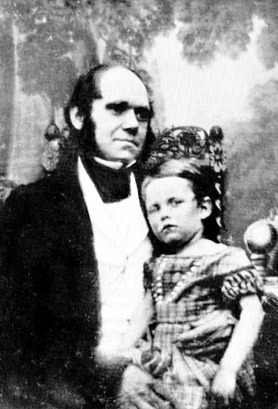
幼いウィリアムと父チャールズ。1842年。

ウィリアム・エラズマス・ダーウィン（William Erasmus Darwin 1839年12月27日－1914年9月8日）はチャールズ・ダーウィンとエマの最初の子供で、幼い頃に父親によって発達心理学的研究の対象となった。
ウィリアム・ダーウィンはラグビー校とケンブリッジ大学のクライスツカレッジで教育を受けた。のちにサウザンプトンのグラント・アンド・マディソン銀行の銀行家となった。1877年にニューヨーク出身のサラ・アシュバーナーと結婚した。ウィリアムは大学の資料に全てアクセスできるような教育を強く支持した。ウィリアム夫妻には子供がおらず、妻が1902年に死去すると、姪のグウェン・ラヴェラ、フランシス・コンフォード、マーガレット・ケインズらを溺愛した。1914年にカンブリアで死去した。
ラヴェラは叔父の思い出を愛情を込めて回想している。ウィリアムは一風変わった、人の目を気にしない男だった。
ウェストミンスター寺院での祖父の葬儀の時の話があります。彼は長男として、喪主として、最前列に座っていました。彼の頭はすでに禿げかかっていて、すきま風を感じたようでした。それで、彼は頭の上にバランスを取って黒い革手袋を乗せて座り、国民の視線の中でつとめを果たしたのです。
ウィリアムはチャールズダーウィンの幼児心理学の対象となったことで有名である。ダーウィンはウィリアムを非常に愛していた。ウィリアムが生まれたとき、ダーウィンは彼を「美しさと知性の驚異」と呼び、祖父のエラズマスにちなんで命名した。ウィリアムが三歳の頃まで、父は彼の仕草や表情を日記に付けた。この観察は動物と人間の発達の比較研究の一部で、ロンドン動物園でオランウータンの赤ちゃんを観察した後に行われた。記録日誌には、生後9日でろうそくの明かりを目で追うことを学び、6週間と3日後にはほほえむことを覚え、11週後には状況に合わせた独特の叫び声を上げるようになったと記されている。父はまた分別のような深い性格の特徴、そして2歳半頃には良心が芽生えたことにも気付いた。この研究はチャールズ・ダーウィンの後の研究にも影響を与え、1872年に『人間と動物の感情表現について』と題されて発表された。観察記録は1877年に学術誌『Mind』に『幼児の伝記スケッチ』と題した論文で発表された。ダーウィンの研究は幼児発達と児童心理学の他の研究者にも感銘を与えた。例えばドイツの心理学者ウィリアム・プライヤーやアメリカのジェームズ・ボールドウィンは後にダーウィンの影響を認めた。